# PzKpfw II nA Ausf H und M
Het Duitse pantservoertuig PzKpfw II Ausf H und M of Panzerkampfwagen II uitvoering H (VK903) en uitvoering M (VK1301), was een lichte verkenningstank die was bedoeld voor het leger van nazi-Duitsland tijdens de Tweede Wereldoorlog.

## Achtergrond
De VK903 was oorspronkelijk de finale productiereeks voor de VK901, met dikkere pantserplaten op de zijkanten, een andere transmissie en een hogere kruissnelheid. In maart 1942 besliste men de SSG48-transmissie te veranderen door de transmissie van de PzKpfw 38(t) nA en werd hiermee de VK1301. Het plan was dat de VK1301 een zwaardere uitvoering moest zijn dan de VK903 met het 5cm KwK19/1 kanon maar uiteindelijk werd de lichtere 2cm KwK38 gemonteerd. Een bestelling van tweehonderd stuks VK1301 werd geplaatst en het was de bedoeling om te starten in april 1942 met honderdtwintig stuks afgeleverd tegen december 1942. Doch vertragingen zorgden ervoor dat de productie pas startte in september 1942 en de bestelling werd afgeblazen nadat vier stuks waren gebouwd.
De VK1301 was de voorloper en had hetzelfde uitzicht dan de VK1303, PzKpfw II ausf L (Sd.Kfz. 123). Enkel de dikte van de bepantsering was verschillend.

## Dienstjaren
Deze tank werd niet ingezet aan een actief front.